# Шокин, Леонид Владимирович
Леонид Владимирович Шокин (1896, Кимры — 1962) — советский фотограф, фотожурналист.

## Биография
Родился и прожил всю жизнь в г. Кимры Тверской губернии (затем — Тверская область).
В юности он увлёкся фотографией и вместе со своим братом Макарием организовал Кимрское отделение Русского Фотографического общества.
Участвует в многочисленных выставках.
В 20-е «голодные» годы из Москвы и Петрограда в Кимры приезжали наиболее влиятельные члены Русского Фотографического общества: Ю. Ерёмин, П. Клепиков, В. Улитин и другие.
Леонид Шокин в конце 1920-х работает фотокорреспондентом сельских газетах, имеет фото-мастерскую. В 1930-х он снимает своего земляка М. И. Калинина, стахановцев и колхозников.

### Биографии
- Леонид Шокин на сайте photographer.ru
- Ирина Чмырева. Леонид Шокин. История провинциального фотографа

### Фотографии
- Документальная фотография Леонида Шокина 1930-40-х годов
- СВЯТЫНИ РОССИИ И КАВКАЗА (Леонид Шокин, Иоганн Пауль Рауль, Иван Федорович Барщевский, Максим Петрович Дмитриев и др.)